# Метроон
Метроон или Метрион (грчки: Μητρωον, Mētrō̂on или Mētrō̂ion) био је древни грчки храм (светилиште) посвећен мајци богињи (најчешће Кибели, Деметри или Реи), који је поред ове функције био и архивска зграда града, репозиторијум званичних записа. Међу најпознатије истражене Метрооне у Грчкој данас спадају, туристичкој јавности представљени Метроноони у Атини и Олимпији.

## Атински Метроон
Атински Метроон у Агори имао је две функције; функцију светилишта Мајке Богова и архивска зграде града, у којој се чувао репозиториј званичних записа.
Ова грађевина која датира из средине 2. века п. н. е. саграђевина је у хелленистичком стилу. Састојала се од четири просторије постављене једна поред друге, и предворјеа испред кога је била фасада са четрнаест јонских стубова.
Нејасан је тачан распоред предмета и локација статуе Мајке Богиње урађена од стране вајара Агоракритоса, коју је описао Паусаније.

## Олимпијски Метроон
Метроон у Олимпији налазио се испод терасе на којој су смештене ризнице и простирао се у смеру исток - запад у храму Мајке богова. Грађен је у дорском стилу између 400. и 360. п. н. е. Имао је шест стубова на прочељу и зачељу, и по 11 са сваке стране. Храм је био дуг 20,67, широк 10,62 и висока 7,50 метара.
У римској епохи у храму су биле смештене статуе римских царева, међу којима се посебно истицала велика статуа цара Августа, која је данас изложена у Археолошком музеју Олимпије.
Од Метроона, уза зид терасе са ризницама, према улазу за стадион налазе се поређане базе на којима су некада стајале бронзане статуе Зевса. Било их је 16. Народ је статуе називао занесем (Зевс). Грађене су новцем од казни које су плаћали такмичари ако би прекршили правила игара. Статуе су постављане испред улаза у стадион као упозорење свима који учествују на играма, како је то било и забележено елегијском стихом на једној статуи:
| „ | Олимпијска се победа не постиже новцем већ брзином ногу и снагом тела. | ” |

Тек је на 98. олимпијским играма подигнуто јпрвих шест статуа. Као први такмичар који се послужио подмићивањем спомиње се Еупол Тесалије. Кажњаван је и онај који је примао мито. Након Еупола, други кажњени такмичар био је Атињанин Калип, који се такмичио у петобоју на 112. олимпијским играма. Тада је подигнуто нових 6 статуа са записаним елегијском стиховима, који нису били нимало блажи од оних који су говорили о казни Еупола.